# 비행정

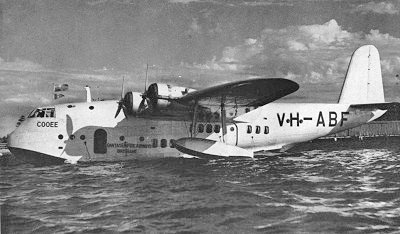
비행정

비행정(飛行艇, 영어: Flying boat)은 수상기의 한 종류로, 수상에 있을 때 주로 정체에 의해 그 무게를 지지하는 수상 비행기로 정의된다.
비행정은 선체가 있는 고정익 수상 비행기의 일종으로 물에 착륙할 수 있다. 수상 비행기는 부력을 위해 동체에 장착된 플로트에 의존하는 반면, 수상 비행기는 부력을 위해 특별히 설계된 동체를 가지고 있다는 점에서 수상 비행기와 다르다. 물이 아닌 단단한 표면에 착륙할 수 있는 바퀴, 스키 또는 스키드가 없다는 점에서 수륙양용 항공기와 다르다.
비행정의 동체는 부력을 제공하지만 추가 안정성을 위해 날개 아래 부표 또는 날개 모양의 선체 돌출부를 사용할 수도 있다.
제1차 세계대전 동안 일반 용도로 사용되기 시작한 비행정은 전쟁 기간 동안 규모와 기능면에서 급속히 성장했으며, 그 동안 수많은 운영자가 이 유형으로 상업적 성공을 거두었다. 비행정은 20세기 전반기에 가장 큰 항공기 중 일부였으며, 제2차 세계 대전 중에 개발된 폭격기만이 그 크기를 초과했다. 그들의 이점은 값비싼 육상 활주로 대신 물을 사용하여 전간기에 국제 항공사의 기반이 된다는 것이다. 그들은 또한 특히 분쟁 중에 해상 순찰 항공기 및 공해 구조로 일반적으로 사용되었다. PBY 카탈리나(PBY Catalina) 및 쇼트 선더랜드(Short Sunderland)와 같은 비행정은 제2차 세계 대전의 태평양 전역과 대서양에서 중요한 역할을 했다.
비행정의 인기는 냉전 시대에 점차 시들었다. 부분적으로는 육상 항공기가 영향을 받지 않는 반면 해양 국가가 이착륙을 쉽게 막을 수 있는 악천후에서 작전을 유지하기가 어려웠고 분쟁 중 공항에 대한 투자로 인해 더 크고 더 효율적인 지상 기반 여객기의 도입을 용이하게 했다. 크게 가려졌음에도 불구하고 Shin Meiwa US-1A 및 Martin JRM Mars와 같은 일부 운용자들에게는 유형의 제한된 사용이 계속되었다. 21세기에 비행선은 산불에 물을 떨어뜨리고, 군도 주변을 항공 운송하고, 미개발 지역으로의 접근과 같은 몇 가지 틈새 용도를 유지한다. 플로트 또는 비행정 유형에 관계없이 많은 현대 수상 비행기 변형은 랜딩 기어 또는 부양 모드를 사용하여 착륙 및 이륙할 수 있는 전환 가능한 수륙 양용 항공기이다.

## 같이 보기
- 초계기